# Uniform Choice
Gli Uniform Choice erano un gruppo californiano Hardcore punk capitanato da Pat Dubar. Sono noti per essere stati fra i primi gruppi punk hardcore americani a definirsi Straight edge seguendo la filosofia del leader dei Minor Threat, Ian MacKaye. Pubblicarono diversi album fra cui il più noto è Screaming for Change.

## Membri
- David Mello
- Pat Dubar
- Victor Maynez
- Pat Dyson
- Patrick Longrie

## Discografia

### Album in studio
- 1986 - Screaming for Change
- 1988 - Region of Ice
- 1988 - Staring Into The Sun

### Demo
- 1984 - Uniform Choice